# Casal da Torre
Torre é um lugar situado no extremo sudeste de Cascais, inserido na freguesia de Carcavelos e Parede. 
O antigo Casal da Torre encontra-se ao largo da Estrada da Medrosa, enquanto que o Bairro da Torre se situa a alguma distância deste, tendo por meio a urbanização da Quinta de São Gonçalo. A sul deste lugar encontram-se as praias de Carcavelos, do Moinho e da Torre, enquanto que a norte é limitado pela Quinta de São Gonçalo, a leste pelo Casal da Medrosa e São Julião da Barra (Oeiras) e a oeste pela Quinta de Santo António. É aqui que se encontra implantado o Campus da Faculdade de Economia da Universidade Nova de Lisboa.